# Tommy Mercer
Tommy Mercer (nascido em 21 de fevereiro de 1985) é um lutador americano de wrestling profissional, mais conhecido por seu trabalho com a Total Nonstop Action Wrestling (TNA), sob o nome no ringue Crimson. Ele também trabalhou para o território de de desenvolvimento da TNA, a Ohio Valley Wrestling (OVW), onde foi campeão Peso-Pesado, sendo também duas vezes campão sulista de duplas com Jason Wayne. Antes de assinar com a TNA, Mercer trabalhou sob seu nome real para várias promoções no circuito independente, incluindo Absolute Intense Wrestling (AIW), NWA Main Event e  Showtime All-Star Wrestling. Mercer atuou cinco anos no Exército dos Estados Unidos, que incluiu duas visitas ao Iraque como parte da Operação Iraque livre.
Na TNA, Crimson ficou conhecido por sua invencibilidade, permanecendo 470 dias sem sofrer derrotas entre os anos de 2010 e 2012. A série acabou quando ele foi derrotado por James Storm no evento Slammiversary em 10 de junho  de 2012. Durante esse período, Crimson foi campeão mundial de duplas da TNA juntamente com Matt Morgan. Eles derrotaram Anarquia e Hernandez no Impact Wrestling de 17 de novembro de 2011, permanecendo com o título por 90 dias, antes de os perder para Magnus e Samoa Joe no evento Against All Odds.
Em 3 de julho, Mercer foi liberado de seu contrato com a TNA.

## No wrestling
- Movimentos de finalização
  - Mercy Kill[6] (Circuito independente) / Red Alert[14] (TNA) (Scoop lift spun out em um reverse STO)
  - Red Sky (Sitout spinebuster)[15][16]
- Movimentos secundários
  - Double underhook DDT[15][17]
  - Exploder suplex[14][18]
  - Spear[15][17]
  - Three-quarter facelock seguido de um multiple knee lifts na cabeça do adversário seguido por um swinging neckbreaker[14][15]
- Alcunhas
  - "No Mercy"[5][6] (Circuito independente)
  - "General"[19] (OVW)
  - "Red Baron of Ruthless Reconnaissance"[20] (OVW)
- Temas de entrada
  - "Not a Stranger to the Danger" por Dale Oliver[21] (TNA)
  - "The Way of the Ring" por Dale Oliver[22] (TNA; Usado enquanto parceiro de Matt Morgan)

## Campeonatos e realizações
- NWA Main Event
  - NWA Mid-American Television Championship (1 vez)[8][23]
- Ohio Valley Wrestling
  - OVW Heavyweight Championship (1 vez)[24]
  - OVW Southern Tag Team Championship (2 vezes) – com Jason Wayne[20][24][25]
  - Nightmare Rumble (2012)[26]
- Pro Wrestling Illustrated
- PWI classificou-o em #41 dos 500 melhores lutadores do ano no PWI 500 em 2012[27]
- Total Nonstop Action Wrestling
  - TNA World Tag Team Championship (1 vez) – com  Matt Morgan[28]
- United States Wrestling Organization
  - ATL Southern Championship (1 vez)[29]
- Wrestling Observer Newsletter
  - Mais supervalorizado (2011)[30]